# Shin-hanga
Shin-hanga (新版画?  en español: "Nuevas impresiones", "nuevos grabados en madera") fue un movimiento artístico en Japón a principios del siglo XX, durante los períodos Taisho y Shōwa, que revitalizó el arte tradicional del ukiyo-e arraigado en los periodos Edo y Meiji (siglo XVII al XIX). Mantuvo el sistema tradicional de colaboración del ukiyo-e  (sistema hanmoto) donde el artista, escultor, impresor y editor se dividen el trabajo, en oposición al sōsaku-hanga (impresiones creativas), movimiento que defendía los principios de la "autoelaboración (jiga)", "autotallado (jikoku)" y "autoimpresión (jizuri)", según la cual el artista, con el deseo de expresar el yo, es el único creador de arte.
El término shin-hanga fue acuñado en 1915 por Watanabe Shōzaburō (1885-1962), la editorial más importante de shin-hanga, con el objetivo de diferenciar el shin-hanga del arte comercial masivo que era el ukiyo-e, aunque era impulsada principalmente por las exportaciones a los Estados Unidos de América. El movimiento floreció en torno a los años 1915 y 1942, que fue cuando se reanudó brevemente entre 1946 y la década de 1950. Inspirado por el impresionismo europeo, los artistas incorporaron elementos occidentales tales como los efectos de la luz y la expresión de estados de ánimo individuales, pero se centró en temas estrictamente tradicionales de paisajes (fukeiga), lugares famosos (meishō), mujeres bellas (bijinga), actores del kabuki (yakusha-e), y las aves y flores (kachōga).

## Auge del Shin-hanga creativas: a principios de 1920
Las impresiones Shin-hanga se dirigieron a la audiencia occidental en gran parte a través del clientelismo occidental y marchantes de arte como Robert O. Muller (1911-2003). Dirigida principalmente a los mercados extranjeros, las impresiones shin-hanga apelaron al gusto occidental por visitas nostálgicas y románticas de Japón. Las impresiones shin-hanga florecieron y disfrutaron de gran popularidad en el extranjero. En la década de 1920, hubo artículos sobre shin-hanga en el Estudio Internacional, los estudios, del Art News y las revistas Art Digest. En 1921, un Shinsaku-hanga Tenrankai (Nueva exposición de impresión creativa) se celebró en Tokio. Ciento cincuenta obras de diez artistas se exhibieron. En 1930 y 1936, se celebraron dos importantes exposiciones shin-hanga en el Museo de Arte de Toledo en Ohio. Ellos fueron las mayores vitrinas de impresiones shin-hanga en el momento.
Irónicamente, no había mucho mercado interno para copias de shin-hanga en Japón. Los grabados Ukiyo-e fueron consideradas por los japoneses como los productos comerciales de masas, en contraposición a la visión europea del ukiyo-e como obras de arte durante el clímax del japonismo. Después de décadas de modernización/occidentalización durante la era Meiji, la arquitectura, el arte y la ropa en Japón llegaron a seguir a los modos occidentales. Estudiantes de arte japonesas fueron entrenados en la tradición occidental. Pinturas al óleo occidentales (yōga) eran consideradas como gran arte y recibieron el reconocimiento oficial del Bunten (el ministerio de educación y exposición de las bellas artes). Las impresiones shin-hanga, por otro lado, se consideraron como una variación obsoleta del ukiyo-e. Fueron despedidos por el Bunten y estaban subordinados bajo óleos y esculturas.

## Técnica y asunto
Los puntos de vista nostálgico y romántico de Japón que los artistas de shin-hanga ofrecieron, revelan las formas en que los artistas perciben su entorno en medio de la transformación. La mayoría de las impresiones del paisaje shin-hanga (que constituyen el setenta por ciento de las impresiones shin-hanga) cuentan con lugares que son oscuros y tranquilos. Artistas como Kawase Hasui (1883-1957) produjeron cualidades oníricas en sus impresiones, anhelo de las raíces rurales y la cálida arquitectura de madera que estaba desapareciendo en el Tokio urbano.

## Shin-hanga contra Ukiyo-e
El Shin-Hanga a menudo se define como "neo-ukiyo-e" a la sombra de la tradición ukiyo-e. Mientras que las impresiones shin-hanga conservan gran parte de la tradición ukiyo-e en cuanto al tema, revelan técnicas y sensibilidades muy diferentes. Inspirado por el realismo occidental, artistas shin-hanga producen híbridos que combinan un diseño moderno con temas tradicionales. El uso de la luz naturalista, líneas de colores, colores suaves, 3 dimensiones, y espacio profundo son innovaciones artísticas que rompen con la tradición ukiyo-e.

## Shin-hanga contra Sōsaku-hanga
El movimiento shin-hanga se define a menudo en oposición al movimiento Sōsaku-hanga (movimiento de impresión creativa) que se inició en la década de 1910. Mientras que los artistas Sōsaku-hanga defendieron los principios de la "autocreación" (jiga), "autotallado" (jikoku) y "autoimpresión" (jizuri), según la cual el artista se dedica a la expresión artística por involucrarse en todas las etapas del proceso de grabado, los artistas shin-hanga siguieron colaborando con talladores, impresores y editores en la producción de las impresiones. En el centro del Sōsaku-hanga y Shin-hanga la dicotomía es el debate sobre lo que constituye una impresión creativa o arte puro. Artistas del shin-hanga y editores creían que sus obras eran tan creativas como las producidas por artistas Sōsaku-hanga. En 1921, incluso Watanabe Shozaburo utiliza el término Shinsaku-hanga ("nuevas impresiones realizadas") para enfatizar los aspectos creativos de shin-hanga.
En un contexto más amplio, la dicotomía entre shin-hanga y sōsaku-hanga era sino una de las muchas tensiones en la escena del arte japonés durante décadas de modernización, occidentalización y la internacionalización. Paralelo al antagonismo shin-hanga/sōsaku-hanga fue la polarización entre pinturas japonesas (nihonga) y pinturas occidentales (yōga), junto con el florecimiento de muchas corrientes artísticas como el futurismo, el avant-garde, arte proletario y el movimiento mingei (arte popular), los cuales fueron buscando una voz en la escena del arte en el período de 1910 a 1935 antes del surgimiento del militarismo en Japón.

## Decaimiento del Shin-hanga
El shin-hanga negó que el gobierno militar endureciera su control sobre las artes y la cultura en tiempos de guerra. En 1939, la Asociación de Arte del Ejército fue establecida bajo el patrocinio de la sección de información del ejército de promover el arte de guerra. En 1943, una comisión oficial para la pintura de guerra, se estableció y se raciona el material para los artistas. El mercado de ultramar para las impresiones japonesas se redujo drásticamente al mismo tiempo. El shin-hanga nunca recuperó su impulso en el Japón de la posguerra. En cambio, el sōsaku-hanga emergió como el verdadero heredero de la tradición woodblock (bloque de madera) del ukiyo-e y disfrutó de gran popularidad y prestigio en la escena artística internacional.

## Artistas más destacados
- Itō Shinsui
- Kawase Hasui
- Hashiguchi Goyō
- Charles W. Bartlett
- Kaburagi Kiyokata
- Hirano Hakuhō
- Yoshida Hiroshi
- Ohara Koson
- Torii Kotondo
- Natori Shunsen
- Takahashi Hiroaki
- Yamamura Toyonari
- Elizabeth Keith
- Fritz Capelari
- Shiro Kasamatsu
- Takeji Asano
- Koichi Okada
- Tsuchiya Koitsu
- Ota Masamitsu (conocido también como Ota Gako)
- Sara Fitta